# Anais von Brienne
Anais von Brienne (* um 1205; † nach 1230) war eine Geliebte des sizilianischen Königs und römisch-deutschen Kaisers Friedrich II.
Über Anais ist nur wenig bekannt. Sie war wohl eine Tochter des Grafen Walter III. von Brienne († 1205) und der Prinzessin Elvira de Hauteville, einer Tochter des normannischen Königs Tankred von Sizilien. Sie war damit durch ihren Urahn, König Roger II. den Großen, auch mit Kaiser Friedrich II. entfernt verwandt, der ein Enkel Rogers war.
Anais verbrachte ihre Jugend wahrscheinlich im Heiligen Land, wo ihr Onkel, Johann von Brienne, König von Jerusalem war. Im Sommer 1225 kam sie nach Apulien, als Angehörige des Hofstaates ihrer Cousine, Königin Isabella II. von Jerusalem, die dort am 9. November 1225 mit erst 13 Jahren in Brindisi mit dem Kaiser Friedrich II. verheiratet wurde. Die Brautnacht verbrachte der Kaiser allerdings nicht mit der kindlichen Isabella, sondern verführte statt ihrer Anais, die etwa um die zwanzig Jahre alt war.
Spätere Berichte, Friedrich habe Anais vergewaltigt, werden allerdings der antistaufischen Propaganda zugerechnet. Eine von Friedrich um 1229 geschriebene Kanzone weist eher auf ein längeres Liebesverhältnis hin. In diesem Gedicht, das der Kaiser vor seiner Abreise zum fünften Kreuzzug verfasste, besang er seine Geliebte als „Blume von Syrien“ (alla fior di Soria) und erkannte, dass er sterben müsse, wenn er sein Schiff nicht in den Hafen seiner Geliebten zurücksteuere.
Aus diesem Verhältnis ging vermutlich die Tochter Blanchefleur (Biancofiore) hervor, die im Spätsommer 1226 geboren wurde. Sie trat später als Nonne dem Dominikanerkloster von Montargis bei, wo sie am 20. Juni 1279 starb. Ein Grabdenkmal mit einem Bildnis von ihr ist dort zu sehen.